# Lepyrodia anarthria
Lepyrodia anarthria là một loài thực vật có hoa trong họ Restionaceae. Loài này được F.Muell. mô tả khoa học đầu tiên năm 1873.